# Teenage Mutant Ninja Turtles (desenho de 2003)
Teenage Mutant Ninja Turtles (No Brasil: As Tartarugas Mutantes Ninja; e em Portugal: As Novas Tartarugas Ninja) é uma série de desenho animado estadunidense inspirado na franquia homônima exibido desde 2003. Produzido pela Mirage Studios, 4Kids Entertainment, e o canal Fox, tem clima mais sombrio e fiel aos quadrinhos do que a série de 1987. A trama mais complexa, a ação mais presente e as Tartarugas possuem 4 designs e cores diferentes. Tem exibição prevista até ao verão de 2007.
No Brasil, foi exibido pelos canais fechados Fox Kids e Jetix, e em sinal aberto pela Band Rede Globo pelo programa TV Globinho entre 2004 e 2005 transmitindo apenas a primeira temporada. Em Portugal, foi exibido pela SIC e mais tarde pelo Panda Biggs.

## Enredo

### Primeira Temporada
Esta temporada foca lentamente nos combates das tartarugas contra o Clã do Pé. Depois de terem seu lar destruído pelos mousers de Baxter Stockman, Splinter e as tartarugas encontram um novo lar pelos arredores do esgoto e formam aliança com April O'Neil e Casey Jones. As tartarugas frustam os planos de Destruidor, Hun e Stockman várias vezes até que Destruidor tenta propor uma aliança com Leonardo contra um outro inimigo. Splinter revela a verdade sobre Destruidor e Hun tendo sido eles os responsáveis pelo assassinato de seu antigo dono Hamato Yoshi, e os dois lados entram numa batalha. Quando as tartarugas acreditam terem derrotado Destruidor o mesmo retorna exigindo vingança a ponto de deixar Leonardo gravemente ferido e explodir o apartamento de April numa tentativa de matar as tartarugas. As tartarugas sobrevivem sem que Destruidor saiba e se refugiam numa fazenda até retornarem recuperados para Nova Iorque para enfrentar Destruidor em seu edifício. Após a vitória no entanto Splinter desaparece, e após perseguirem um grupo misterioso conhecidos como "Guardiões" as tartarugas descobrem que eles são uma raça alienígena chamada Utrom que haviam capturado Splinter. No final as tartarugas acabam caindo acidentalmente em uma máquina que os teleporta para o espaço.

### Segunda Temporada
Continuando a história do final da temporada anterior, as tartarugas são teleportadas para o planeta alienígena D'Hoonibb onde acabam sendo pegos por uma guerra entre a República Triceraton e a Federação Galática que estão atrás de capturarem um cientista conhecido como Professor Honeycutt na ambição de usar sua mente para construir um aparelho de teleporte para fins terroristas. As tartarugas acabam indo parar no mundo dos Triceratons e depois de salvarem Honeycutt são teleportados de volta a Terra pelos Utroms. Os alienígenas revelam a eles que são benevolentes e reúnem as tartarugas com Splinter, recuperado depois da última batalha contra Destruidor, que também sobreviveu para se vingar. Seu plano acaba sendo frustrado quando os Utroms retornam ao planeta natal junto de Honeycutt, e Destruidor é revelado sendo um Utrom criminoso chamado Ch'rell antes de ser derrotado novamente.
Com a derrota de Destruidor, uma guerra de gangues começa a ocorrer pelo domínio de território entre os membros restantes do Clã do Pé, os Dragões da Noite (liderados por Hun) e a máfia de Nova Iorque (auxiliados por Baxter Stockman). Leonardo e Raphael entram numa discussão se devem se interferir nessa guerra e acabam conhecendo Karai, a filha adotiva de Destruidor que clama tomar conta do clã de Nova Iorque em ordem de restaurar a cidade. As tartarugas acabam fazendo uma aliança amigável com Karai que consegue ajudá-los a por fim na guerra fazendo ela tomar liderança do Clã do Pé, porém posteriormente é revelado que Destruidor sobreviveu novamente e que Karai iria passar a jurar lealdade a ele.
No final da temporada, as tartarugas seguem Splinter até o Battle Nexus, um reino onde está ocorrendo um torneiro entre os maiores guerreiros do multiverso liderado pelo Poderoso Daimyo, pai do Último Ninja que havia batalhado com Leonardo anteriormente. No torneio as tartarugas formam aliança com Miyamoto Usagi, Murakami Gennosuke e se reencontram com Traximus, Donatello acaba sendo desqualificado enquanto Leonardo e Usagi tem a batalha cancelada após Último Ninja envenenar Leonardo. Último Ninja tenta armar um plano para assassinar seu pai e tornar-se soberano do multiverso e incrimina Splinter revelando também ter Drako (um antigo rival de Splinter) ao seu lado. Os dois acabam brigando estre si pelo bastão de Daimyo, resultando em Drako conseguir a posse do bastão, porém sua força negativa acaba desencadeando um portal que acaba levando ele e Último Ninja para fora do multiverso. O torneio termina com Michelangelo sendo o vencedor.

### Terceira Temporada
Muitas surpresas aguardam as Tartarugas Ninja nesta terceira temporada. Baxter Stockman continua vivo. Couraça e o Professor Honeycutt regressam dos mortos... e Shredder tornou-se uma figura pública, um homem de negócios que começa a cair nas boas graças de Nova Iorque. Ainda por cima, surge um novo e poderoso inimigo sob a forma do Agente Bishop, um homem misterioso com ordens para recolher material genético das Tartarugas e do Mestre Splinter. À medida que o plano final de Shredder se torna cada vez mais evidente, também a batalha final entre as Tartarugas Ninja e o seu mortífero adversário se aproxima cada vez, e nem a interferência de Bishop pode impedir que um derradeiro combate tenha lugar, desta vez para impedir que Shredder regresse ao planeta Utrom e espalhe o seu terror por entre as estrelas!

### Quarta Temporada
As Tartarugas Ninja enfrentam os poderes conjuntos do Agente Bishop e de Baxter Stockman, ao mesmo tempo que lidam com o regresso de Renet, o surgimento de um novo inimigo chamado Rei Rato, e a ressurreição do Shredder... Mas será mesmo Oruku Saki por baixo da máscara e da armadura?

## Personagens

### Protagonistas
- Leonardo (Leo), o líder das tartarugas que usa a bandana azul e luta com um par de katanas. Dos quatro ele é o que tem o maior foco na história.
- Raphael (Rapha), a tartaruga da bandana vermelha que luta com um par de sais. Tende a ser o mais rebelde e temperamental do grupo normalmente tentando resolver as coisas a base da briga.
- Donatello (Donnie ou Don), a tartaruga da bandana roxa que luta com um bastão bō. É o gênio do grupo sendo responsável por criar todos os aparelhos necessários para as missões.
- Michelangelo (Mikey), a tartaruga da bandana laranja que luta com um par de nunchakus. Tende a ser o mais brincalhão e descontraído do grupo sempre fazendo piadas nos momentos mais inapropriados, o que chega a irritar seus irmãos. Na dublagem brasileira seu bordão: "Cowabunga!" foi traduzido como "Santa Pizza!", em vez de "Santa Tartaruga!" como nas outras versões.
- Mestre Splinter, o pai das tartarugas que é um rato mutante mestre de ninjutsu. Nesta versão ele era originalmente o rato de estimação de Hamato Yoshi que aprendeu a lutar apenas observando o dono (tal como nos quadrinhos originais da Mirage), até ver seu dono morto pelo Destruidor e fugir  pros esgotos onde adotou as tartarugas ao mesmo tempo que foram afetados pela substância ooze dos Utroms.
- April O'Neil, a melhor amiga humana das tartarugas. Nesta versão ela era originalmente assistente de Baxter Stockman (tal como nos quadrinhos originais da Mirage) até descobrir as reais intenções dele em usar sua tecnologia para o mal e fugir se encontrando com as tartarugas no esgoto. Nesta série ela demonstra uma relação de amor e ódio com Casey Jones. Durante a primeira temporada morava num apartamento próprio onde trabalhava numa loja de antiguidades, até ter seu apartamento destruído pelo Destruidor e passar a ficar com as tartarugas.
- Casey Jones, o outro amigo humano das tartarugas. Um rapaz delinquente e rebelde que age como um justiceiro lutando com tacos de hóquei. Conheceu primeiro Raphael e depois se aliou ao grupo sendo assim junto com April os principais aliados humanos das tartarugas. Tende a ser bastante agressivo e descontrolado assim como Raphael e frequentemente irrita April, embora demonstre ainda sentimentos por ela.

### Vilões
- Clã do Pé (Foot Clan), uma organização secreta de ninjas que procura do dominar a cidade com atividades criminosas.
  - Destruidor/Oroku Saki/Ch'rell (Shredder), o principal antagonista da série e o arqui-inimigo das tartarugas. Foi apresentado a princípio como um inimigo misterioso que no passado havia sido responsável pela morte do dono de Splinter, Hamato Yoshi, e procurava um meio de deter uma outra facção conhecida como os "Guardiões". Conheceu as tartarugas a princípio tantando convencer Leonardo a entrar pro seu grupo, mas acabou por se tornar inimigo deles ao Splinter revelar-lhes suas reais intenções. Depois de sua aparente morte na primeira temporada é revelado na segunda suas origens sendo ele na verdade um criminoso alienígena chamado Ch'rell da raça Utrom que acabou ficando aprisionado na Terra junto com os demais de sua espécie há centenas de anos e usava um corpo robótico de aparência humana como disfarce usando o alter ego de Oroku Saki.
  - Hun, o segundo no comando do Clã do Pé e principal subordinado de Destruidor. Um homem imensamente musculoso e forte que é responsável por liderar os ninjas do clã do pé contra as tartarugas. A princípio apareceu como o líder da gangue dos Dragões Púrpura/Dragões da Noite, sendo também um grande rival de Casey. Serviu o Destruidor até a sua aparente derrota no começo da segunda temporada, depois retornou para sua gangue dos Dragões da Noite.
  - Baxter Stockman, o cientista louco e ambicioso que serve o Destruidor e é o responsável pela criação da maior parte de seus equipamentos. A princípio apareceu como chefe de April tendo sido responsável por criar uma série de robôs chamados de Mousers que atacaram as tartarugas nos primeiros episódios. A medida que ele foi falhando com o Destruidor nas missões em derrotar as tartarugas ele acabou sendo cada vez mais severamente punido a ponto de perder um olho, passar a andar numa cadeira de rodas e posteriormente restar-lhe apenas a cabeça. Em meio a essas punições ele acabou por desenvolver um ódio e rebeldia contra Destruidor. Serviu o Destruidor até a sua aparente derrota no começo da segunda temporada, depois passou a tentar agir por conta própria desenvolvendo um corpo robótico com a tecnologia Utrom, porém sem muito efeito.
  - Karai, a filha adotiva de Destruidor. Era órfã e morava no Japão, tendo sido adotava por Destruidor quando ela ainda era uma criança e treinada por ele a arte do ninjutsu. Ficou liderando a base japonesa do Clã do Pé até a aparente derrota de Destruidor na segunda temporada. A princípio se apresentou como uma aliada amigável paras as tartarugas os ajudando a impedir a guerra de gangues que estava ocorrendo após a derrota de Destruidor, até ser revelado posteriormente que ela na verdade estava de fato do lado de Destruidor aquele tempo todo.
- Dragões Púrpura/Dragões da Noite (Purple Dragons), Uma gangue de rua liderada por Hun que inicialmente estava aliada ao Clã do Pé. Tiveram foco nos primeiros episódios da primeira temporada, porém deixaram de aparecer com o tempo até uma rápida aparição na segunda temporada onde retornam brevemente a serem liderados por Hun a fim de querer dominar o território deixado pelo Clã do Pé.
- Triceratons, uma raça de alienígenas guerreiros com aparência similar a de tricerátopos humanoide, cujo planeta já foi destruído no passado. Eles não são uma raça ao toda do mal, apesar de serem liderados por um líder tirano e ditador chamado Zanramon que possui rivalidade com o líder da Federação, General Blanque. Aparecem como um dos antagonistas principais do mini-arco que ocorre nos primeiros episódios da segunda temporada, querendo usar a mente do Fugitoid para fins terroristas da mesma forma que a Federação. Um dos Triceratons: Traximus, acaba por se tornar aliado das tartarugas.
- Federação, uma organização militar extraterrestre composta por soldados humanos que agem como antagonistas principais do mini-arco que ocorre nos primeiros episódios da segunda temporada. Eles buscavam capturar o Fugitoid (Professor Honeycutt) afim de usarem sua tecnologia de criar aparelhos teletransportadores para causarem ataques terroristas pelo espaço. São liderados pelo General Blanque, que possui uma eterna rivalidade com o líder dos Triceratons, Zanramon.
- Nano, um antagonista original e recorrente da série. Ele é uma inteligência artificial composta por milhares de nano-robôs microscópicos que foi originalmente criado pela Dra. Marion Richards como um projeto secreto do governo, mas que acabou escapando para as ruas de Nova Iorque onde se encontrou com o criminoso Harry Parker a quem ele passou a querer enxergar como "pai". Foi manipulado por Harry para ajudá-lo em seus atos criminosos até ser detido e destruído pelas tartarugas. Ele retornou em outro episódio na segunda temporada, porém foi novamente destruído. Age como uma criança inocente e tem a capacidade de formar corpos robóticos gigantes absorvendo qualquer aparelho metálico.
- Garbageman, outro antagonista original recorrente da série. Um ditador com uma obesidade mórbida que anda pilotando um tanque mecânico. Apareceu primeiramente como vilão em um dos episódios da primeira temporada onde usava seus servos para sequestrarem moradores de rua para uma ilha afim de escravizá-los para montar seu império naquela área. Foi derrotado pelas tartarugas, porém retornou em outro episódio na segunda temporada, revelando ter montado seu império nas profundezas da cidade e fazendo uso de alta tecnologia para atacar navios da superfície, porém no fim acabou sendo derrotado por Donatello e Michelangelo.

### Recorrentes
- Hamato Yoshi, o antigo dono de Splinter e um mestre na arte do ninjutso. No passado ele era o único humano a ter conhecimento dos Utroms na Terra até ser assassinado por Destruidor que estava buscando por respostas sobre o grupo. Sua morte acabou impactando Splinter a ponto de deixá-lo profundamente triste e querer jurar vingança pelo seu dono. Esta é a única versão em que o personagem é originalmente o dono de Splinter em vez de ser o próprio Splinter como é nas outras adaptações, adaptando mais fielmente aos quadrinhos da Mirage.
- Utroms, uma raça de alienígenas com aparência similar a de pequenos cérebros com rostos. Suas identidades eram desconhecidas por maior parte da primeira temporada, sendo apresentados apenas como um grupo misterioso que se opuseram contra o Clã do Pé e frequentemente vigiavam as tartarugas. Eles usavam disfarces humanos com corpos robóticos para esconderem sua verdadeira identidade e se refugiavam num prédio isolado como uma corporação chamada de TCRI. Suas identidades só foram descobertas no final da primeira temporada a princípio tendo sido mal-interpretados pelas tartarugas como vilões, até na segunda temporada ser revelada suas verdadeiras intenções e origens, tendo sidos originalmente aprisionados na Terra há 700 anos por conta de Ch'rell (Destruidor) após caírem acidentalmente com a nave no planeta, desde então buscando criar a tecnologia para retornarem para o seu planeta.
- Professor Honeycutt/Fugitoid, um cientista de um planeta alienígena cuja mente foi acidentalmente transferida para dentro de um robô chamado Fugitoid, e que se tornou aliado das tartarugas no começo da segunda temporada. Havia sido responsável em criar um dispositivo teleportador capaz de atravessar planetas com facilidade e por conta disso estava na mira da Federação e dos Triceratons que queria usar seu invento para o mal. Foi salvo pelas tartarugas e depois foi embora com os Utroms.
- Leatherhead, um crocodilo cientista com uma forte força bruta que era aliado dos Utroms antes de seu retorno ao planeta natal. Originalmente era um filhote de crocodilo que foi parar nos esgotos e encontrado pelos Utroms, e que assim como as tartarugas e o Splinter sofreu efeitos do ooze ganhando não apenas forma humanoide como também uma inteligência avançada. Depois que se separou de seus companheiros alienígenas chegou a ser manipulado por Baxter Stockman e enganado para lutar contra as tartarugas até descobrir a verdade.
- Monstros do Submundo, são um grupo de humanos que foram submetidos a experimentos pelos servos do Destruidor, e transformados em monstros capazes de sobreviverem as terras subterrâneas profundas. Tiveram sua primeira aparição na primeira temporada onde foram foco de um mini-arco do qual as tartarugas acabam explorando sua área após encontrarem um misterioso cristal chamado Y'Lyntian que estava ligado a eles. Ao chegarem lá eles acabam fazendo aliança com três monstros chamados Quarry, Stonebiter e Razorfist que diferente dos outros estavam com suas consciências restauradas e necessitavam de ajuda para sobreviver dos outros mutantes agressivos. No final do arco eles acabaram encontrando uma cura temporária, porém tendo que ser forçados a ficarem na cidade Y'Lyntian perto dos cristais. Eles só são finalmente curados na segunda temporada quando Donatello encontra o antídoto derretendo os cristais, retornando apenas em um episódio voltando a suas formas humanas e retornando pra superfície.

## Episódios
| Temporada                            | Ep # | Primeira Data De Exibição | Última Data De Exibição | Lançamento Digital  |
| ------------------------------------ | ---- | ------------------------- | ----------------------- | ------------------- |
| 1ª Temporada                         | 26   | 8 de Fevereiro de 2003    | 1 de Novembro de 2003   | TBD                 |
| 2ª Temporada                         | 26   | 8 de Novembro de 2003     | 2 de Outubro de 2004    | TBD                 |
| 3ª Temporada                         | 26   | 9 de Outubro de 2004      | 23 de Abril de 2005     | TBD                 |
| 4ª Temporada                         | 26   | 10 de Setembro de 2005    | 15 de Abril de 2006     | TBD                 |
| 5ª Temporada (Os Episódios Perdidos) | 13   | 24 de Março de 2007       | 3 de Maio de 2008       | TBD                 |
| 6ª Temporada (Fast Forward)          | 26   | 29 de Julho de 2006       | 27 de Outubro 2007      | 29 de Julho de 2015 |
| 7ª Temporada (De Volta Ao Esgoto)    | 14   | 13 de Setembro de 2008    | 27 de Março de 2010     | 7 de Julho de 2014  |

## Turtles Forever
Turtles Forever é um filme animado de 2009 protagonizado pelas Tartarugas da série após a sétima final da temporada. O filme apresenta o design dos personagens a partir da sétima temporada (Back To The Sewer)  com algumas pequenas alterações (os seus olhos são inteiramente branco). A história gira em torno das Tartarugas encontrando seus homólogos animados da série 1987.